# Art-thérapie au Canada
 (mai 2021).
La mise en forme du texte ne suit pas les recommandations de Wikipédia : il faut le « wikifier ».
Les points d'amélioration suivants sont les cas les plus fréquents :
- Les titres sont pré-formatés par le logiciel. Ils ne sont ni en capitales, ni en gras.
- Le texte ne doit pas être écrit en capitales (les noms de famille non plus), ni en gras, ni en italique, ni en « petit »…
- Le gras n'est utilisé que pour surligner le titre de l'article dans l'introduction, une seule fois.
- L'italique est rarement utilisé : mots en langue étrangère, titres d'œuvres, noms de bateaux, etc.
- Les citations ne sont pas en italique mais en corps de texte normal. Elles sont entourées par des guillemets français : « et ».
- Les listes à puces sont à éviter, des paragraphes rédigés étant largement préférés. Les tableaux sont à réserver à la présentation de données structurées (résultats, etc.).
- Les appels de note de bas de page (petits chiffres en exposant, introduits par l'outil «  Source ») sont à placer entre la fin de phrase et le point final[comme ça].
- Les liens internes (vers d'autres articles de Wikipédia) sont à choisir avec parcimonie. Créez des liens vers des articles approfondissant le sujet. Les termes génériques sans rapport avec le sujet sont à éviter, ainsi que les répétitions de liens vers un même terme.
- Les liens externes sont à placer uniquement dans une section « Liens externes », à la fin de l'article. Ces liens sont à choisir avec parcimonie suivant les règles définies. Si un lien sert de source à l'article, son insertion dans le texte est à faire par les notes de bas de page.
- La présentation des références doit suivre les conventions bibliographiques. Il est recommandé d'utiliser les modèles {{Ouvrage}}, {{Chapitre}}, {{Article}}, {{Lien web}} et/ou {{Bibliographie}}. Le mode d'édition visuel peut mettre en forme automatiquement les références.
- Insérer une infobox (cadre d'informations à droite) n'est pas obligatoire pour parachever la mise en page.

Pour une aide détaillée, merci de consulter Aide:Wikification.
Si vous pensez que ces points ont été résolus, vous pouvez retirer ce bandeau et améliorer la mise en forme d'un autre article.
L’art-thérapie au Canada est une méthode de soins dont la pratique est réservée aux titulaires d'une maîtrise en art-thérapie. Elle y fut introduite à partir de la fin des années 1940 par des personnalités telles que le docteur Fischer, les époux Dewdney et Marie Revaï.

## Dr. Martin A. Fischer
Le Dr Martin A. Fischer, un psychiatre, offrait ses services à des patients psychiatriques au Lakeshore Psychiatric Hospital à Toronto. Il a introduit l’art-thérapie dans ses services en 1947. En 1968, il fonde l'Institut d’Art-Thérapie de Toronto, qui promouvait le développement de l’art-thérapie comme profession. Il a aussi joué un rôle déterminant dans la création des Instituts d’Art-Thérapie de Vancouver et de Phoenix, aux États-Unis. Il fonde et fut le premier président de l’Association Canadienne d’Art-Thérapie. Pendant sa carrière, il fut consultant pour l'Ontario Children’s Aid Society, avec laquelle il introduit l’art-thérapie pour les enfants, particulièrement dans le but de prévenir des problèmes émotionnels chez les enfants et adolescents dit «troublés». Il est reconnu internationalement pour ses contributions sur ce sujet, auquel il a dédié sa vie.

## Selwyn et Irene Dewdney
Le couple encourageait l'utilisation de l'art comme véhicule pour l'émancipation des patients psychiatriques marginalisés. Ensemble, ils ont développé des techniques centrées sur la structuration de l'approche artistique dans le traitement de leurs patients. Ils ont aussi travaillé avec des vétérans de guerre.

### Selwyn Dewdney
Selwyn Dewdney (en) était missionnaire, artiste, enseignant, géographe et écrivain. En 1949, il fut invité au Westminster Veteran's Hospital à London, Ontario, où il fut donné le titre d'art-thérapeute. Il fut rejoint par sa femme, Irene Dewdney en 1954.
En 1972, il quitte les domaines de l'art-thérapie et du travail social.

### Irene Dewdney
“Irene était l’une des dernières d’une race en voie de disparition : une pionnière de l’art-thérapie hautement qualifiée et expérimentée”

- Linda Nicholas, art-thérapeute, élève et amie d'Irene Dewdney
Irene a principalement travaillé avec des patients psychiatriques pendant sa carrière, mais vers la fin elle s'est intéressée aussi aux enfants et aux adolescents. Pendant les années soixante-dix, elle était très reconnue dans son domaine, et fut encouragée à enseigner l'art-thérapie. Ce qui était un programme de formation informel est devenu le Post Graduate Diploma Program in Art Therapy à l'Université Western Ontario en 1986.

## Marie Revaï
Marie Revaï était une artiste détenant un diplôme en enseignement de Budapest. Après l'invasion communiste de la Hongrie en 1949, Marie et sa sœur se sont enfuies à Paris, où Marie a étudié le cubisme. Les deux sœurs ont immigré au Canada en 1951, plus précisément à Montréal. Marie fut formée au Musée des Beaux-Arts de Montréal et fut engagée en 1957 au Allan Memorial Institute comme spécialiste de l'art. En 1967, elle a été invitée à donner une conférence à Paris pour la Société internationale de psychopathologie de l'expression. En 1972, elle est reconnue comme art-thérapeute agréée par l’American Art Therapy Association.
Pendant sa carrière, elle organisait des expositions pour les œuvres de ses patients psychiatriques, ce qui a plus tard mené à l'établissement du programme d'art-thérapie à l'Université de Concordia en 1983, après avoir captivée Leah Sherman, la directrice Fine Arts à l'Université. Marie Revaï fut un des premiers membres de l'Association Américaine d'Art-Thérapie et de l'American Society of Psychopathology of Expression. Grâce à elle, l'art a commencé à être utilisé comme outil de diagnostic chez les patients psychiatriques.

## Centres de formation provinciaux reconnus
Au Canada, les art-thérapeutes doivent avoir au moins une maîtrise ou un diplôme de maîtrise en art-thérapie pour pratiquer cette profession.
Différentes universités et centres de formations offrent des programmes de deuxième cycle à travers le pays qui sont reconnus par l'Association canadienne d'art-thérapie.
Ontario
- Toronto Art Therapy Institute
  - Graduate Level Diploma in Art Therapy[6]

Québec
- Université du Québec en Abitibi-Témiscamingue (offre le seul programme d'enseignement en français au Canada)
  - Maîtrise en art-thérapie [7]
- L'Université de Concordia (Concordia University)
  - Art Therapy (MA)[8]

Colombie-Britannique
- Adler University (Campus de Vancouver)
  - Master of Counselling: Art Therapy[9]
- Canadian International Institute of Art Therapy [10]
- Kutenai Art Therapy Institute[11]
- Vancouver Art Therapy Institute[12]
  - 18-Month Diploma Stream
  - Advanced Diploma Stream

Alberta
- St. Stephen’s College
  - Master of Psychotherapy and Spirituality (MPS)[13]
  - Post-Master's Art Therapy Diploma (PMATD)[14]
  - Spiritually-Informed Creative Arts (GCSICA)[15]

Manitoba
- Winnipeg Holistic Expressive Arts Therapy Institute
  - The WHEAT Institute Diploma in Art Therapy[16]

## Associations canadiennes d'art-thérapie
L'Association canadienne d'art-thérapie (ACAT) fut fondée en 1977 dans le but de promouvoir l'émergence de la profession d'art-thérapeute au Canada.
«L’ACAT travaille en collaboration avec les associations provinciales d’art-thérapie pour relever les normes professionnelles dans l’intérêt de la sécurité et de la confiance du public. Cela comprend le respect des normes éthiques; l’établissement de normes et de processus pour les désignations professionnelles et enregistrées pour les thérapeutes de l’art; le travail avec des programmes de formation en art-thérapie pour s’assurer qu’ils respectent les normes éducatives de l'association; la publication d’un magazine en ligne triennal et d’une revue académique biannuelle, et apporter soutien et encouragement de la recherche sur l’art-thérapie et sensibilisation à l’art-thérapie au Canada.»
-   L'Association canadienne d'art-thérapie (ACAT): Organization: What We Do.

### Associations provinciales
- The British Columbia Art Therapy Association [18]
- Ontario Art Therapy Association[19]
- L'Association des art-thérapeutes du Québec [20]